# San Christoval Channel
De San Christoval Channel is een zeestraat in de Alexanderarchipel in de Alaska Panhandle in het zuidoosten van Alaska in de Verenigde Staten.

## Geografie
De zeestraat ligt tussen het centrale deel van het Prins van Waleseiland en San Fernando Island. In het noordwesten komt de zeestraat uit op de Golf van Esquibel en in het zuidoosten op de San Alberto Bay.
Het waterlichaam ligt in de mariene ecoregio Noord-Amerikaans Pacifisch Fjordland.

## Geschiedenis
Op 24 mei 1779 werd de zeestraat door Francisco Antonio Maurelle vernoemd als "Canal de San Cristoval" of "Saint Christopher Channel", op de dag dat hij er doorheen voer.